# 아메리카 요리

아메리카

아메리카 요리(America 料理)는 아메리카 대륙의 요리이다.

## 분류
지리적으로 북아메리카와 남아메리카의 요리를 나눌 수 있다.
- 북아메리카 요리
  - 중앙아메리카 요리
  - 카리브 요리
- 남아메리카 요리

그 외에 다음과 같은 요리 대분류가 존재한다.
- 라틴 아메리카 요리
- 아메리카 원주민 요리

아메리카 요리에 속하는 요리는 다음과 같다.
- 가이아나 요리
- 과테말라 요리
- 그레나다 요리
- 니카라과 요리
- 도미니카 공화국 요리
- 도미니카 연방 요리
- 멕시코 요리
- 미국 요리
- 바베이도스 요리
- 바하마 요리
- 베네수엘라 요리
- 벨리즈 요리
- 볼리비아 요리
- 브라질 요리
- 세인트루시아 요리
- 세인트빈센트 그레나딘 요리
- 세인트키츠 네비스 요리
- 수리남 요리
- 아르헨티나 요리
- 아이티 요리
- 앤티가 바부다 요리
- 에콰도르 요리
- 엘살바도르 요리
- 온두라스 요리
- 우루과이 요리
- 자메이카 요리
- 칠레 요리
- 캐나다 요리
- 코스타리카 요리
- 콜롬비아 요리
- 쿠바 요리
- 트리니다드 토바고 요리
- 파나마 요리
- 파라과이 요리
- 페루 요리
- 푸에르토리코 요리

## 같이 보기
- 서양 요리
- 세계 요리